# Niedermauk
Niedermauk ist ein Gemeindeteil der Gemeinde Röttenbach im Landkreis Roth (Mittelfranken, Bayern). Niedermauk liegt in der Gemarkung Röttenbach.

## Geografische Lage
Das Kirchdorf liegt an der Schwäbischen Rezat und am Maukbach, der etwas nördlich des Ortes als rechter Zufluss in die Schwäbische Rezat mündet. Die Bahnstrecke Treuchtlingen–Nürnberg führt 500 m westlich am Ort vorbei. Eine Gemeindeverbindungsstraße führt nach Röttenbach (1,5 km südöstlich) bzw. zur Staatsstraße 2224 (0,6 km westlich).

## Geschichte
1280 wurde der Ort erstmals urkundlich erwähnt. 1288 verkaufte Gottfried von Heideck die Vogtei der „villae Maukke inferioris“ an den Deutschen Orden in Ellingen.
Gegen Ende des 18. Jahrhunderts gab es in Niedermauk 10 Anwesen, eine Kirche und ein Gemeindehirtenhaus. Das Hochgericht übte das Kommende Ellingen des Deutschen Ordens aus, die Dorf- und Gemeindeherrschaft sowie die Grundherrschaft über alle Anwesen hatte das Trisoleiamt Ellingen.
Im Rahmen des Gemeindeedikts (frühes 19. Jahrhundert) wurde Niedermauk dem  Steuerdistrikt Mischelbach und der Ruralgemeinde Röttenbach zugeordnet.

### Baudenkmäler
In Niedermauk gibt es drei Baudenkmäler:
- Eisenbahnbrücke
- Katholische Filialkirche St. Sebastian
- Kleinhaus

### Einwohnerentwicklung
| Jahr      | 001818 | 001836 | 001861 | 001871 | 001885 | 001900 | 001925 | 001950 | 001961 | 001970 | 001987 | 002013 |
| Einwohner | 58     | 71     | 69     | 79     | 85     | 84     | 63     | 111    | 131    | 130    | 136    | 110    |
| Häuser    | 14     | 12     |        |        | 13     | 13     | 13     | 15     | 23     |        | 33     |        |
| Quelle    | [ 12 ] | [ 13 ] | [ 14 ] | [ 15 ] | [ 16 ] | [ 17 ] | [ 18 ] | [ 19 ] | [ 20 ] | [ 21 ] | [ 22 ] | [ 1 ]  |

## Religion
Niedermauk ist römisch-katholisch geprägt und war ursprünglich nach St. Ulrich (Röttenbach) und ist jetzt nach Maria Königin (Röttenbach) gepfarrt. Die Einwohner evangelisch-lutherischer Konfession gehören zur Pfarrei St. Georg (Georgensgmünd).

## Infrastruktur
Bekannt ist Niedermauk auch durch seine aus dem Mittelalter stammende Sebastianskirche. Daneben gibt es einen großen Dorfweiher, einen Felsenkeller und eine Furt durch den Maukbach.